# Bad Lauterberg
Bad Lauterberg es un municipio situado en el distrito de Gotinga, en el estado federado de Baja Sajonia (Alemania), a una altitud de 300 metros. Su población a finales de 2016 era de unos 10 600 habitantes y su densidad poblacional, 260 hab/km².
Se encuentra ubicado junto a la frontera con el estado de Turingia.